# Schurwald und Welzheimer Wald

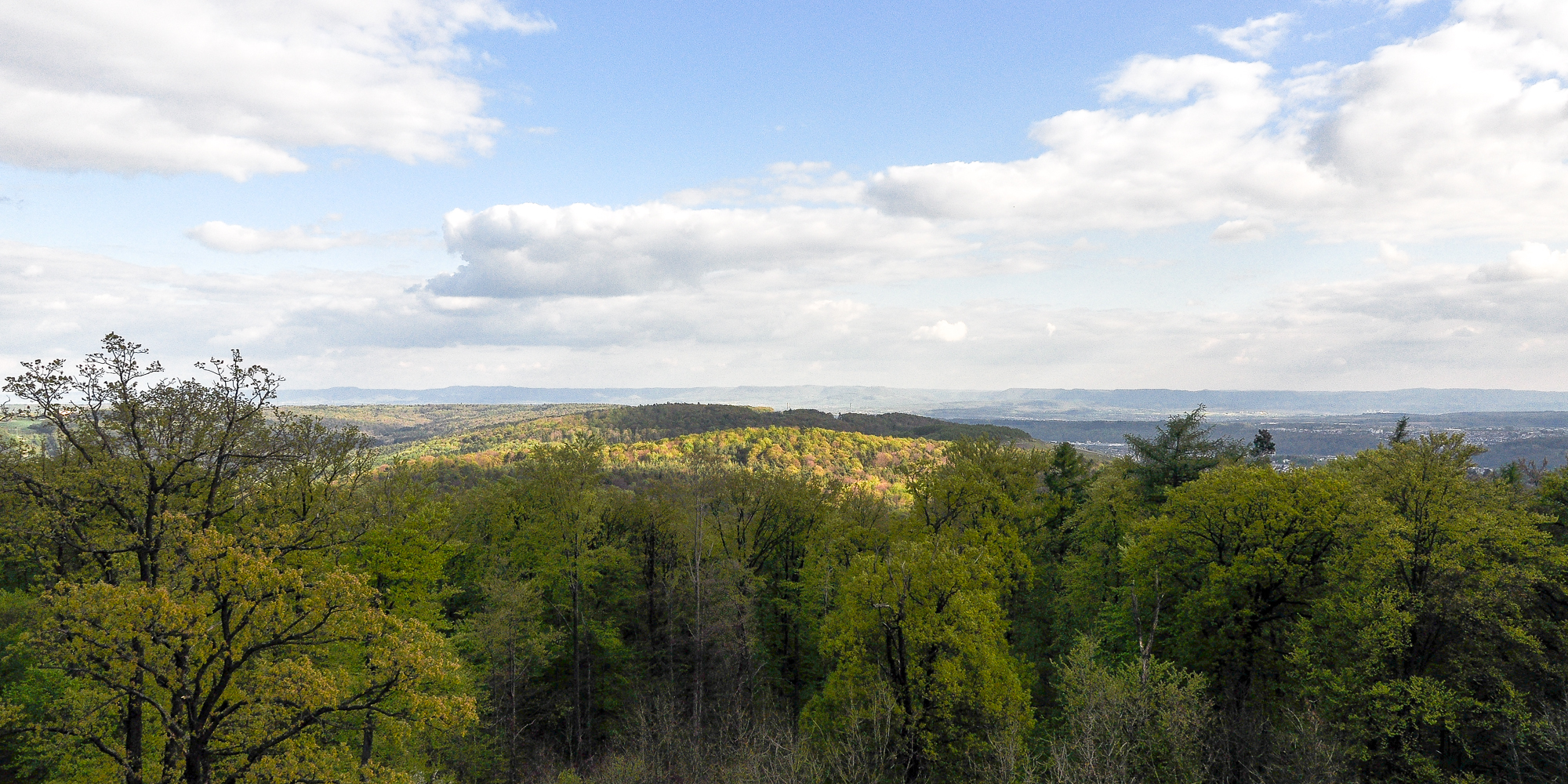
Schurwald: Blick über die Schurwaldhöhen Richtung Ostalb

Der Naturraum Schurwald und Welzheimer Wald ist in der naturräumlichen Haupteinheitengruppe Schwäbisches Keuper-Lias-Land eine Hauptgruppe, die aus dem Schurwald, dem Remstal, den Berglen und dem Welzheimer Wald besteht. Das Gebiet liegt in den Landkreisen Esslingen und Göppingen und im Rems-Murr-Kreis in Baden-Württemberg.

## Naturräumliche Gliederung
Die dreistellig nummerierte Haupteinheit teilt sich in folgende Untereinheiten (Nachkommastellen) auf:
- 10 (=D58) Schwäbisches Keuper-Lias-Land
  - 107 Schurwald und Welzheimer Wald
    - 107.0 Schurwald
    - 107.1 Remstal
      - 107.10 Mittleres Remstal und Schorndorfer Becken
      - 107.11 Oberes Remstal

    - 107.2 Berglen
    - 107.3 Welzheimer Wald
      - 107.30 Vorderer Welzheimer Wald
      - 107.31 Welzheim-Alfdorfer Platten
      - 107.32 Hinterer Welzheimer Wald